# Erdoğan, Ahırlı
Erdoğan là một xã thuộc huyện Ahırlı, tỉnh Konya, Thổ Nhĩ Kỳ. Dân số thời điểm năm 2011 là 83 người.